# Polisstation 21
Polisstation 21 är en amerikansk film från 1951 i regi av William Wyler. Den bygger på Sidney Kingsleys pjäs Detective Story från 1949. Filmen nominerades till fyra Oscars: bästa kvinnliga huvudroll (Eleanor Parker), bästa kvinnliga biroll (Lee Grant), bästa regi, och bästa manus. Lee Grant vann pris på Cannes filmfestival för bästa kvinnliga skådespelare.

## Handling
Jim McLeod är fast besluten om att ställa en illegal abortör inför rätta. Vad han inte vet är att hans fru använt sig av dennes tjänster.

## Rollista
- Kirk Douglas - Jim McLeod
- Eleanor Parker - Mary McLeod
- William Bendix - Lou Brody
- Cathy O'Donnell - Susan Carmichael
- George Macready - Karl Schneider
- Gladys George - fröken Hatch
- Joseph Wiseman - Charley Gennini, rånare
- Lee Grant - snattare
- Gerald Mohr - Tami Giacoppetti
- Frank Faylen - Gallagher
- Craig Hill - Arthur
- Luis van Rooten - Joe Feinson, reporter